# Dimitar Kovačevski
Dimitar Kovačevski (în macedoneană Димитар Ковачевски; n.  ?) este un politician și economist macedonean, care a fost prim-ministru al Macedoniei de Nord din ianuarie 2022 până în ianuarie 2024.
Membru al Uniunii Social-Democrate din Macedonia (SDSM), Kovačevski a fost anterior viceministru de finanțe între 2020 și numirea sa ca prim-ministru în 2022, după demisia lui Zoran Zaev, precum și președinte al SDSM din 2021 până în 2024.

## Biografie
Kovačevski s-a născut la Kumanovo. Este fiul lui Slobodan Kovačevski, primar al orașului Kumanovo între 2000 și 2005 și ambasador al Republicii Macedonia în Muntenegru după stabilirea relațiilor diplomatice dintre cele două țări în 2006. A urmat studiile liceale la Waterville, Minnesota⁠(d), Statele Unite. În 1998 a absolvit Facultatea de Economie a Universității „Ss. Chiril și Metodiu” din Skopje, iar în 2003 a obținut titlul de master la aceeași facultate. În 2008 a finalizat studiile doctorale în economie la Facultatea de Economie a Universității din Muntenegru.
Kovačevski și-a început cariera profesională în 1998 la compania de telecomunicații macedoneană Makedonski Telekom. Între 2005 și 2017 a ocupat mai multe funcții manageriale în cadrul companiei. Din 2017 până în 2018 a fost director executiv al A1 Macedonia (cunoscută atunci sub numele one.Vip), filială a grupului Telekom Austria Group.
Începând din 2012, Kovačevski a fost lector universitar la două universități private din Skopje: mai întâi la New York University of Skopje, apoi la Facultatea de Economie și Management al Afacerilor din cadrul University American College Skopje, unde în 2018 a fost ales conferențiar universitar.
În 2018, Kovačevski a cofondat o companie privată care a deschis prima fabrică autohtonă de producție de module fotovoltaice din Macedonia de Nord.
Este membru al Uniunii Social-Democrate din Macedonia (SDSM) din 1994.

## Cariera politică
După alegerile parlamentare din 2020 din Macedonia de Nord, Kovačevski a fost numit viceministru al finanțelor în cel de-al doilea guvern condus de Zoran Zaev. Parlamentul l-a ales în această funcție la 23 septembrie 2020.
Zaev și-a anunțat demisia atât din funcția de prim-ministru, cât și din cea de lider al SDSM, după înfrângerea în alegerile locale din 2021. Aceasta a provocat instabilitate în fragila majoritate guvernamentală, care totuși a supraviețuit unei moțiuni de cenzură inițiate de opoziția condusă de VMRO-DPMNE. Ulterior, guvernul lui Zaev și-a consolidat majoritatea parlamentară obținând sprijinul a patru deputați din Alternativa, formațiune aflată până atunci în opoziție. Kovačevski l-a însoțit pe Zaev la negocierile cu Alternativa, moment în care numele său a fost avansat drept principal succesor al lui Zaev.
După ce Zaev a demisionat oficial din funcția de președinte al SDSM, Kovačevski a câștigat alegerile interne ale partidului la 12 decembrie 2021, devansându-i net pe ceilalți doi candidați și succedându-i lui Zaev în fruntea formațiunii. A depus jurământul în funcția de prim-ministru la 16 ianuarie 2022.
La 25 ianuarie 2024, Kovačevski și-a prezentat demisia. Începând cu 28 ianuarie, cu 100 de zile înainte de alegerile parlamentare din 8 mai, țara a fost condusă de un guvern tehnic în conformitate cu Acordul de la Pržino. După înfrângerea SDSM în alegerile parlamentare, el a renunțat și la funcția de lider al partidului, fiind succedat de Venko Filipče.